# 林鶴年 (1847年)
林鶴年（1847年—1901年），字氅雲，一字謙章，號鐵林。又有說法是字謙章，號氅雲。祖籍福建泉州安溪，出生於廣東廣州番禺。清朝官員，曾到臺灣辦理榷金、茶釐之事。與板橋林家的林維源多所往來。乙未割臺後搬到廈門鼓浪嶼，之後曾與日本人在廈門合創東亞書院。
林鶴年工於詩，邱菽園將他跟王曉滄、潘蘭史、丘逢甲並稱為四子。著有《福雅堂詩鈔》。